# Гайдар-шах
Гайдар-шах (д/н — 13 квітня 1472) — 9-й султан Кашміру в 1470—1472 роках.

## Життєпис

### Боротьба за владу
Походив з династії Сваті (Шах-Міри). Син султана Зайн аль-Абідіна. При народженні отримав ім'я Хаджі-хан. Перша згадка про нього припадає на 1452 року, коли батько призначив Хаджі-хана намісником Лохара. Вже 1453 року повстав проти батька, рушивши Могольським шляхом на Срінагар. Під час походу осліпив султанського посланця-брахмана, що мав домовитися про замирення батька із сином. У битві біля Паллашили зазнав поразки від брата Адам Хана.
Хаджі відступив спочатку до Гірапура, а потім — Бхімбхара, де розраховував отримати допомогу від раджпутського клану Чімбхал. Своєю чергою батько наказав конфіскувати майно Хаджі і його прихильників, а Адам Хан став офіційним спадкоємцем трону.
1459 року проти батька повстав Адхам Хан, внаслідок чого Хаджі Хан отримав прощення і заклик Зайн аль-Абідіна йти йому на допомогу. Хаджі Хан спільно з братом Бахрам Ханом виступив проти Адам Хана, який втік до Пенджабу. За цим Хаджі Хана було оголошено новим спадкоємцем. Невдовзі Адам Хан з військом повернувся до Кашміру. Проти нього Хаджі відправив свого сина Гасана, але той зазнав поразки. Підвпливом іншогобрата — Бахрама — замирився біля Срінагару з Адамом. У відповідь батько призначив спадкоємцем Бахрама. Тоді Хаджі об'єднався з Адамом проти останнього.
1470 року після смерті Зайн аль-Абідін почалася нова боротьба: Бахрам захопив султанський палац, Адам рушив з Кутбаддінпура на Срінагар, самого Хаджі підтримав впливовий скарбничий Гасан Качхі. Завдяки останньому підкупив військовиків і сановників, що визнали Хаджі султаном. Його брати вимушені були підкоритися. Прийняв ім'я Гайдар-шах.

### Панування
Намагався зміцнити владу та поліпшити стосунки з братами. Для цього Бахраму надав джаґір Нагам (назаході Кашміру), сину Гасана — Камрадж і титул спадкоємця трону. Адам Хана змусив перебратися Джамму, де панував його родич Манікдева. Невдовзі Адам Хан спробував вдертися до Кашміру. У відповідь султан наказав стратити сановників з-поміж прихильників заколотника. Той вимушений був повернутися до Джамму. В наступні місяці Гайдар-шах змусив підкоритися усіх своїх васалів, що стали напівнезалежними в часи боротьби братів за владу.
Зберігав традицію зведення та розширення мечетів, медресе, наказав збдувати міст через Джелам в Срінагарі, що отримав назву «Нау-Кадал»
Разом з тим поступово став обмежувати права брахманів, що набули впливу за його попередника. Декількох було страчено, ув'язнено, а їх майно конфісковано. Втім напочатку 1472 року помер через якусь хворобу. Трон спадкував син Гасан-шах.

## Творчість
Складав вірші та пісні. Захоплювався індуїстською класикою мовою санскрит. Заснував музикальне Товариство Мулли Дауда. Сам добре грав на лютні.